# Alto Comisionado para la Agenda 2030
El Alto Comisionado para la Agenda 2030 fue un órgano unipersonal del Gobierno de España, dependiente orgánicamente de la Presidencia del Gobierno y con rango de subsecretaría, responsable de la coordinación de actuaciones para el cumplimiento de la Agenda 2030 de la Organización de las Naciones Unidas.
Desde julio de 2018 hasta enero de 2020 la única alta comisionada fue Cristina Gallach Figueres, una periodista y experta en relaciones internacionales quien anteriormente ejerció como secretaria general adjunta para la Comunicación y la Información Pública de las Naciones Unidas.
El órgano fue suprimido por Real Decreto de 27 de enero de 2020 y sus funciones fueron asumidas por la Secretaría de Estado para la Agenda 2030.

## Funciones
Las funciones del Alto Comisionado se regulaban en el artículo 11 del Real Decreto 419/2018, y eran:
- Realizar el seguimiento de las actuaciones de los órganos competentes de la Administración General del Estado para el cumplimiento de los objetivos de desarrollo sostenible y la Agenda 2030.
- Impulsar la elaboración y desarrollo de los planes y estrategias necesarios para el cumplimiento por España de la Agenda 2030.
- Evaluar, verificar y difundir el grado de avance en el cumplimiento de los objetivos de la Agenda 2030.
- Colaborar con el Ministerio de Asuntos Exteriores, Unión Europea y Cooperación en la interlocución internacional de España en materia de implantación global de la Agenda 2030.
- Impulsar la elaboración de los sistemas de información y estadística necesarios para acreditar los avances en la consecución de los objetivos de la Agenda 2030.

## Estructura
Dependiente del Alto Comisionado, e integrado en el Gabinete de la Presidencia, existía una Oficina del Alto Comisionado para la Agenda 2030, con rango de dirección general, para dar apoyo técnico al Alto comisionado.

### Oficina del Alto Comisionado
Durante la existencia del alto comisionado, estos fueron los miembros de la Oficina:
- Director de la Oficina: Federico Buyolo García[4]
- Asesora especial: Isabel Garro Hernández
- Asesores:
Jorge Solana Crespo
Belén Crespo Sánchez
Pilar Baselga Bayo
Álvaro Gallego Peris
Alba Ambrós Coso
- Directora de Comunicación: Natalia Pastor Aguirrezabal
- Jefa de la Secretaría: Gemma Botello Ortega
- Jefa Adjunta de la Secretaría: Encarnación González Colinas

## Consejo de Desarrollo Sostenible

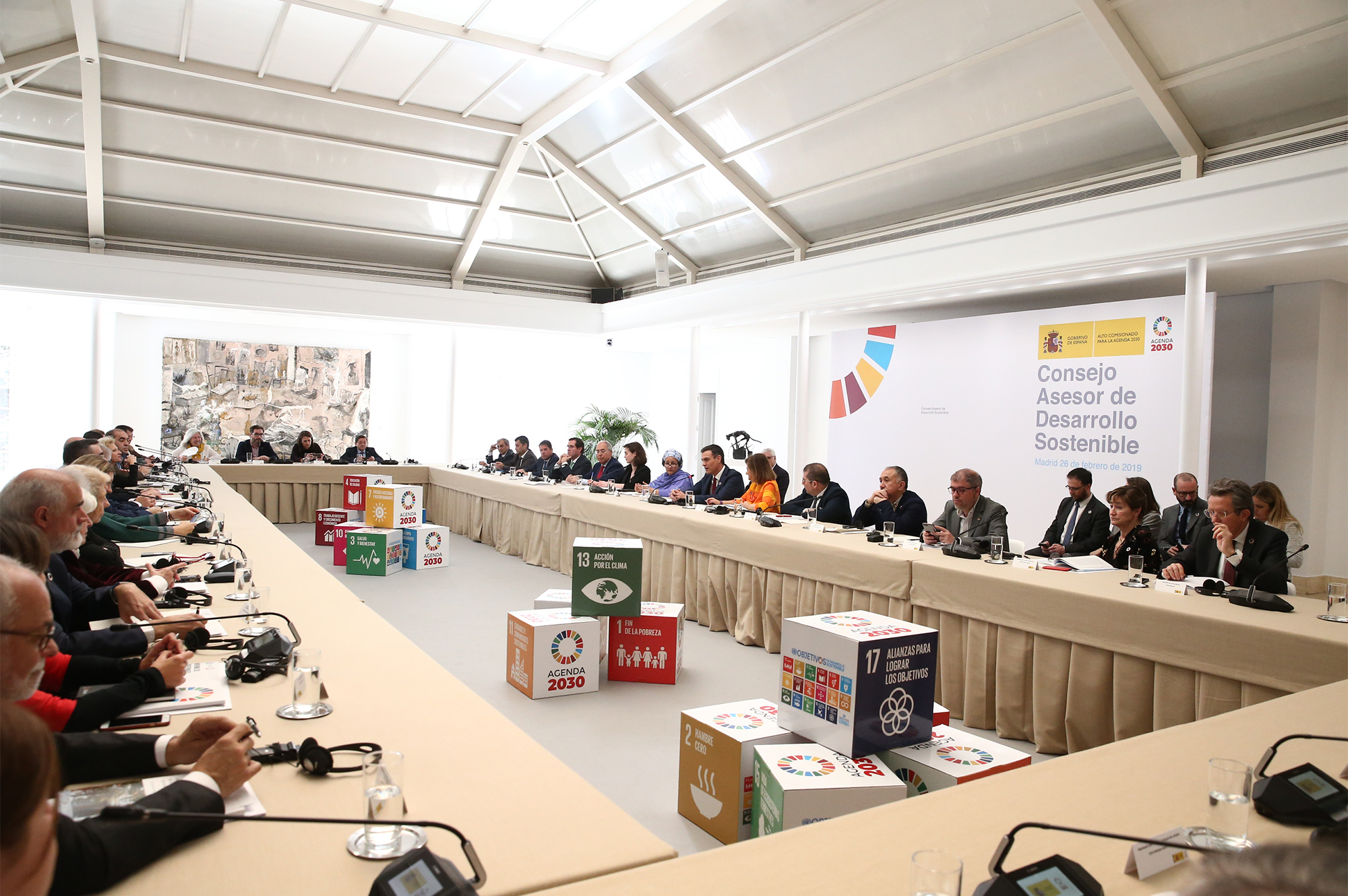
Acto de presentación del Consejo al que asistió el presidente Pedro Sánchez, la vicesecretaria general de la ONU Amina J. Mohammed y la alta comisionada Cristina Gallach.

El Consejo de Desarrollo Sostenible es un órgano asesor, de colaboración y cauce para la participación de la sociedad civil en el cumplimiento de los Objetivos de Desarrollo Sostenible y la Agenda 2030 adscrito a la Secretaría de Estado para la Agenda 2030 (hasta 2020 a la Oficina del Alto Comisionado). Fue creado el 23 de febrero de 2019.
El Consejo se encarga de asesorar al Secretario de Estado en la elaboración e implementación de los planes y estrategias necesarios para el cumplimiento de la Agenda 2030, de generar documentos y análisis sobre aspectos de la implementación para la consecución de la Agenda 2030, de contribuir a la divulgación y comunicación de la Agenda 2030 al conjunto de la ciudadanía española y de impulsar el diálogo entre todos los agentes sociales, económicos y culturales para contribuir a la consecución de los Objetivos de Desarrollo Sostenible.
El Consejo de Desarrollo Sostenible posee dos órganos principales de trabajo, el Pleno y la Comisión Permanente. La Presidencia del Consejo la ostenta el Secretario de Estado y contará con sesenta miembros representantes de la Administración General del Estado, del sector empresarial y sindicatos, del sistema universitario y centros de investigación, de las principales plataformas y redes ciudadanas del tercer sector, del sector de la economía social y las fundaciones, de las redes de personas expertas vinculadas con la Agenda 2030, para personas expertas independientes en el ámbito del desarrollo sostenible y la Agenda 2030 y para organizaciones representativas de intereses sociales. El director general de Políticas Palanca para el Cumplimiento de la Agenda 2030 ejerce las funciones de secretario.

## Lista de Altos Comisionados
- Cristina Gallach Figueres (6 de julio de 2018-28 de enero de 2020)[7][8]